# 烏蒂根

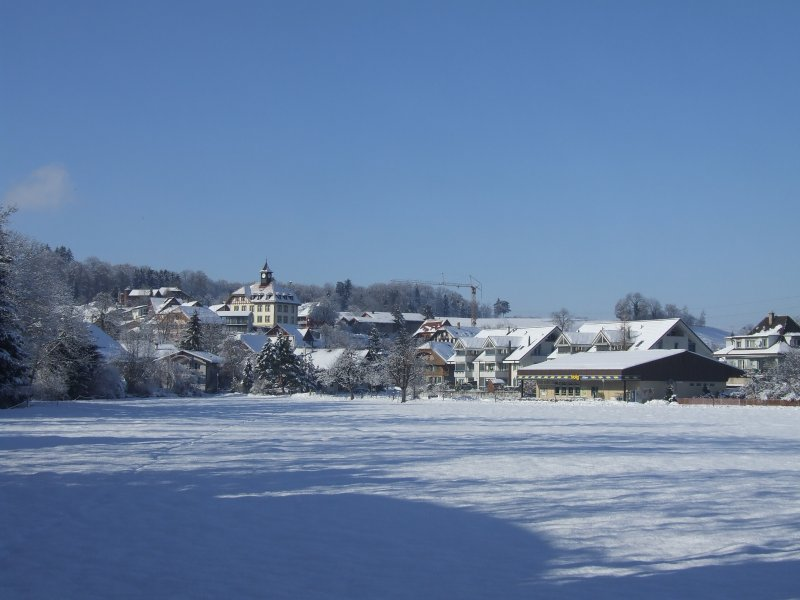

烏蒂根是瑞士的城鎮，位於該國中西部，由伯恩州負責管轄，面積3.05平方公里，四成半土地是農業用地，海拔高度544米，2011年人口1,846，人口密度每平方公里605人。